# Nationaal park Doñana
Nationaal park Doñana (Spaans: Parque Nacional de Doñana, ook wel Coto de Doñana) is een nationaal park gelegen aan de Atlantische Oceaan, aan de monding van de Guadalquivir in de Spaanse regio Andalusië. Het is het belangrijkste drasland van Spanje en een van de grootste van Europa.

## Het jachtgebied van vrouwe Anna
Coto betekent afgebakend jachtterrein. Het gebied was in het verleden het eigendom van de hertogen van Medina Sidonia. Het jagen in dit gebied was alleen aan hen voorbehouden. Men denkt dat de naam Doñana afkomstig is van "Doña Ana". Doña Ana de Mendoza y Silva was de vrouw van de zevende hertog van Medina Sidonia, Don Alonso Pérez de Guzmá(n). Ook tegenwoordig nog heet de streek waar het nationale park in ligt 'Coto Doñana': het jachtgebied van vrouwe Anna.

## Een bijzonder gebied

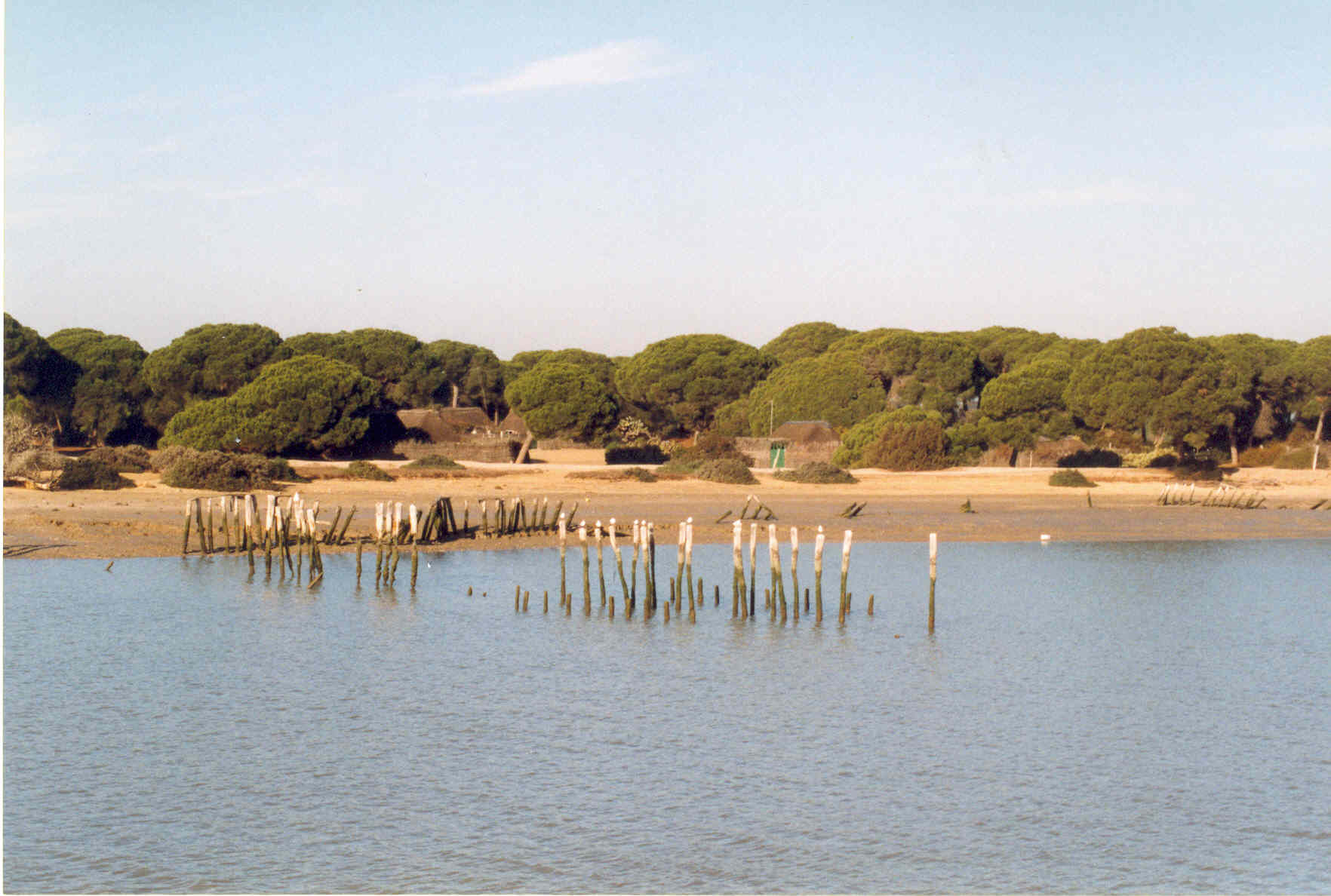
Woning in natuurlijke stijl in 'Coto Doñana'

Het gebied ligt in twee provincies, Huelva en Sevilla, en vormt een soort natuurlijke barrière tussen deze provincies. Er lopen namelijk geen wegen door de Doñana. Menselijke bebouwing en bewoning is op enkele uitzonderingen na niet toegestaan. De enkele mensen die in het natuurgebied wonen, leven er op natuurlijke wijze, zonder moderne voorzieningen zoals elektriciteit. De oppervlakte van Doñana bedraagt 50.720 hectare. Het gebied wordt gevoed door de rivieren Cano de Guadiamar (een zijtak van de Guadalquivir) en de Arroyo de la Rocina.
Het gebied is belangrijk vanwege de vele trekvogels die er een rustplaats vinden op hun tocht van zuid naar noord. De moerassen in de rivierdelta zijn voor deze vogels ideaal.
De meest voorkomende diersoorten zijn:
- Weidevogels, onder andere de grutto,
- Watervogels (onder andere de flamingo)
- Herten
- Wilde zwijnen
- Iberische lynx (beschermd en zeldzaam)
- Moeflon
- Arenden, o.a de zeldzame Spaanse keizerarend waarvan er nog maar 220 exemplaren zijn Spanje waarvan een klein deel in Doñana.

## Droogtecrisis 2023
In mei 2023 haalde park en directe omgeving het Europese nieuws. Nadat het maandenlang niet geregend had, terwijl voor dat voorjaar recordhoge temperaturen waren gemeten, was het gebied kurkdroog. De regenval in het gebied nam al jaren af, waardoor de grondwaterstand al steeds lager was geworden. Maar er is nog een andere oorzaak van deze lage stand: veel grondwater wordt opgepompt ten behoeve van (il)legale aardbeienkwekerijen. Daarbij worden uitgestrekte velden vol plastic "kassen" illegaal uitgebreid, grondwaterpompen illegaal geslagen. Spanje is goed voor de kweek van bijna een derde van alle in de EU gekweekte aardbeien (waarvan 97% in dit gebied). De EU maakt zich zorgen over de Doñana en over deze illegale praktijken. Het Europese Hof van Justitie veroordeelde Spanje al voor nalatigheid bij het voorkomen van illegale waterwinning. Mocht Andalusië overgaan tot legalisering hiervan dan volgen mogelijk Europese boetes.

## Milieuramp
Aan de bovenstroom van de Guadiamar bij Aznalcóllar ligt het mijnbouwbedrijf Boliden, dat mijnstoffen wint en chemisch zuivert. In april 1998 brak een reservoirdijk door, waardoor 5 miljoen m3 zwaar giftige metalen de Guadalquivir instroomden. Naar schatting 80 miljoen dollar aan oogst werd vernietigd, en 5300 hectare landbouwgrond is voor tientallen jaren onbruikbaar. De natuurramp in Doñana bleef beperkt, omdat het gif door de rivier langs het park naar zee werd afgevoerd. Het Zweedse mijnbouwbedrijf weigert tot op heden elke vergoeding voor de geleden schade.

## Bedevaart
Jaarlijks vindt er door La Doñana een bedevaart ter ere van de maagd van El Rocío plaats, met als bestemming het plaatsje El Rocío (gemeente Almonte), waar de stoet op 2e Pinksterdag 's ochtends aankomt om het beeld van Onze-Lieve-Vrouw van El Rocío te begroeten. De bedevaart start in Sanlúcar de Barrameda, waar de Guadalquivir wordt overgestoken, om vervolgens het park in te trekken. De tocht met klassieke huifkarren en een kleurrijk uitgedost gezelschap duurt drie dagen, met elke avond een feestelijk samenzijn.

## Voetafdrukken van Neanderthalers
Op het strand van Matalascañas werden in juni 2020 door biologen voetafdrukken van neanderthalers gevonden.
Een groep paleontologen onder leiding van Eduardo Mayoral van de Universiteit van Huelva onderzocht de site en vond ten minste 87 voetafdrukken van neanderthalers. Het gaat om 36 individuen waaronder 11 kinderen.
De vondsten werden beschreven in Scientific Reports (maart 2021). De voetafdrukken zijn van ca. 106.000 jaar geleden, het Laat Pleistoceen. Het gaat om de oudste neanderthalervoetsporen in Europa en misschien van de wereld.